# So Long Letty (film fra 1920)
So Long Letty er en amerikansk stumfilm fra 1920 af Al Christie.

## Medvirkende
- T. Roy Barnes som Harry Miller
- Colleen Moore som Grace Miller
- Walter Hiers som Tommy Robbins
- Grace Darmond som Letty Robbins